# Société astronomique de France
Pour les articles homonymes, voir SAF.
La Société astronomique de France ou SAF est une association régie par la loi du 1er juillet 1901. Fondée par Camille Flammarion en 1887, son but est de promouvoir le développement et la pratique de l'astronomie. Elle est reconnue d'utilité publique depuis le 4 avril 1897,.

## Présentation
Elle fut créée le 28 janvier 1887 suite à une réunion de plusieurs astronomes et amateurs d'astronomie au domicile de Camille Flammarion. Son siège était au 28 rue Serpente dans l'Hôtel des sociétés savantes jusqu'aux années 1960, puis rue Saint-Dominique, dans une salle de la Maison de la Chimie. Depuis 1974, son siège est au 3 rue Beethoven dans le 16e arrondissement de Paris.
Ouverte à tous, elle propose des conférences mensuelles (qui se tiennent au Conservatoire national des arts et métiers) et des cours de niveaux différents (culture astrophysique, cosmologie, mathématiques pour comprendre la cosmologie et l'astrophysique, photométrie et techniques).
Elle organise des visites à l'Observatoire de la Sorbonne (elle y tient également son atelier d'optique), en plein cœur de Paris, ou à l'observatoire Camille-Flammarion à Juvisy-sur-Orge. Elle compte 17 commissions spécialisées.
La SAF organise chaque année pendant l'été les Rencontres AstroCiel permettant aux passionnés d'astronomie de se retrouver durant deux ou trois semaines sous le ciel étoilé. Depuis 2024, les Rencontres AstroCiel  se déroulent au Domaine de Pradines, dans le Gard.
Elle organise le concours vidéo Younivers pour les jeunes de 11 à 18 ans et le International Congress of the Astronomical Youth (ICAY), qui rassemble notamment des étudiants et des chercheurs.
En travaillant avec l'Observatoire de Paris et la SF2A, la SAF encourage les projets collaboratifs entre astronomes professionnels et amateurs.

## Présidents
Jusqu'à aujourd'hui, la Société a eu 50 présidents (André-Louis Danjon ayant été par deux fois président) comprenant beaucoup de personnes illustres dans l'astronomie et les disciplines associées.

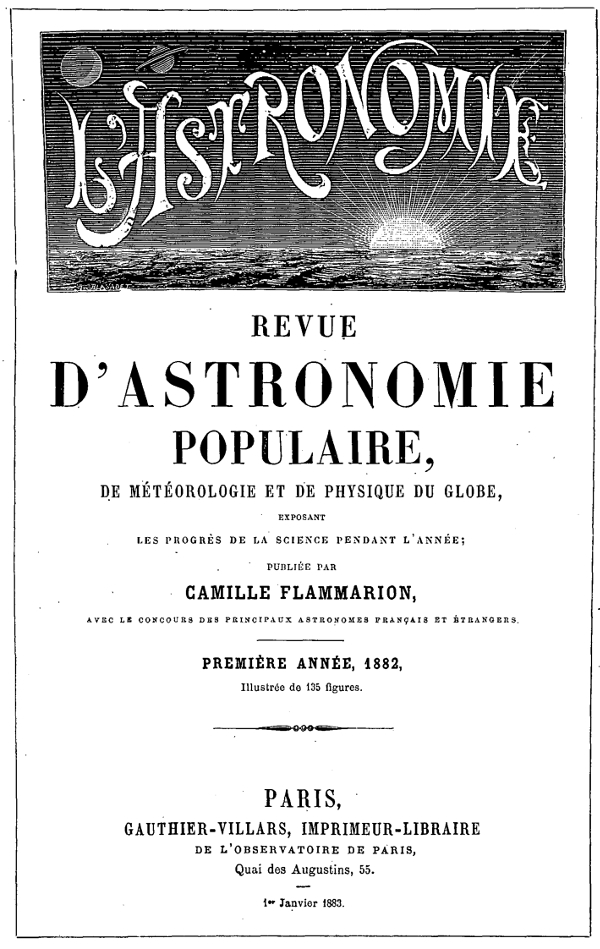
Premier numéro du magazine l'Astronomie (1882)

| Nom                        | Métier                                                       | Années    |
| -------------------------- | ------------------------------------------------------------ | --------- |
| Camille Flammarion         | Fondateur de la SAF, astronome, auteur                       | 1887-1889 |
| Hervé Faye                 | Astronome                                                    | 1889-1891 |
| Anatole Bouquet de La Grye | Ingénieur hydrographe, géographe                             | 1892-1893 |
| Félix Tisserand            | Astronome                                                    | 1893-1895 |
| Jules Janssen              | Astronome                                                    | 1895-1897 |
| Alfred Cornu               | Physicien                                                    | 1897-1899 |
| Octave Callandreau         | Physicien                                                    | 1899-1901 |
| Henri Poincaré             | Mathématicien, physicien, ingénieur, philosophe des sciences | 1901-1903 |
| Gabriel Lippmann           | Physicien, inventeur                                         | 1903-1904 |
| Chrétien Édouard Caspari   | Astronome, Hydrographe                                       | 1905-1907 |
| Henri Deslandres           | Astronome                                                    | 1907-1909 |
| Benjamin Baillaud          | Astronome                                                    | 1909-1911 |
| Pierre Puiseux             | Astronome                                                    | 1911-1913 |
| Aymar de La Baume Pluvinel | Astronome                                                    | 1913-1919 |
| Paul Appell                | Mathématicien                                                | 1919-1921 |
| Roland Bonaparte           | Prince français, président de la Société de géographie       | 1921-1923 |
| Charles Lallemand          | Géophysicien                                                 | 1923-1925 |
| Gustave-Auguste Ferrié     | Pionnier de la radio, Général de l'armée                     | 1925-1927 |
| Eugène Fichot              | Hydrographe                                                  | 1927-1929 |
| Georges Perrier            | Général de l'armée, président de la Société de géographie    | 1929-1931 |
| Charles Fabry              | Physicien                                                    | 1931-1933 |
| Ernest Esclangon           | Astronome, mathématicien                                     | 1933-1935 |
| Jules Baillaud             | Astronome                                                    | 1935-1937 |
| Charles Maurain            | Géophysicien                                                 | 1937-1939 |
| Fernand Baldet             | Astronome                                                    | 1939-1945 |
| Bernard Lyot               | Astronome                                                    | 1945-1947 |
| André-Louis Danjon         | Astronome                                                    | 1947-1949 |
| Lucien d'Azambuja          | Astronome                                                    | 1949-1951 |
| Jean Cabannes              | Physicien                                                    | 1951-1953 |
| Pierre Chevenard           | Ingénieur des mines                                          | 1953-1955 |
| André Couder               | Astronome, ingénieur optique                                 | 1955-1957 |
| Albert Perard              | Physicien, météorologue                                      | 1957-1958 |
| Jean Coulomb               | Géophysicien, mathématicien                                  | 1958-1960 |
| André Lallemand            | Astronome                                                    | 1960-1962 |
| André-Louis Danjon         | Astronome                                                    | 1962-1964 |
| Pierre Tardi               | Astronome                                                    | 1964-1966 |
| Jean Rösch                 | Astronome                                                    | 1966-1970 |
| Jean Kovalevsky            | Astronome                                                    | 1970-1973 |
| Jean-Claude Pecker         | Astronome                                                    | 1973-1976 |
| Bruno Morando              | Astronome                                                    | 1976-1979 |
| Audouin Dollfus            | Astronome                                                    | 1979-1981 |
| Jacques Boulon             | Astronome                                                    | 1981-1984 |
| Paul Simon                 | Astronome                                                    | 1984-1987 |
| Philippe de La Cotardière  | Écrivain, journaliste scientifique                           | 1987-1993 |
| Jean-Claude Ribes          | Astronome                                                    | 1993-1997 |
| Roger Ferlet               | Astrophysicien                                               | 1997-2001 |
| Patrick Guibert            | Ingénieur                                                    | 2001-2005 |
| Philippe Morel             | Médecin                                                      | 2005-2014 |
| Patrick Baradeau           | Historien, éditeur                                           | 2014–2021 |
| Sylvain Bouley             | Planétologue                                                 | 2021–2025 |
| Roland Lehoucq             | Astrophysicien                                               | 2025–     |

## Publications
L'association publie le magazine mensuel L'Astronomie disponible en kiosque et sur abonnement. Elle publie également le périodique Cadrans Infos dédié aux cadrans solaires et à la gnomonique (deux fois par an) et le magazine web trimestriel l'Astronomie Afrique.
Le magazine l'Astronomie
Le journal actuel l'Astronomie est issu d'une série de revues associées à la SAF. Le premier, publié par Camille Flammarion, a précédé la fondation de la SAF de 5 ans.
- l'Astronomie, revue mensuelle d'astronomie populaire (1882-1894)
- Bulletin de la Société astronomique de France (1887–1910)
- l'Astronomie : revue mensuelle d'astronomie, de météorologie et de physique du globe et bulletin de la Société astronomique de France (1911-)
- l'Astronomie

L'Astronomie est le seul magazine mensuel en kiosques en France traitant de l'actualité de l'astronomie et des sciences de l'univers.

## Commissions
L'association est organisée en Commissions thématiques, œuvrant spécifiquement dans des domaines de l'astronomie théorique ou pratique :
- Commission astronautique et techniques spatiales - Rubrique
- Commission astrophilatélie - Rubrique
- Commission des cadrans solaires : Rubrique et site Internet
- Commission des comètes : Rubrique et site pour les observateurs de comètes
- Commission de cosmologie : Rubrique et site Internet
- Commission d'éducation : Rubrique
- Commission des étoiles doubles : Rubrique et site Internet
- Commission d'histoire : Rubrique
- Commission des instruments : Rubrique et site Internet
- Commission jeunes : Rubrique
- Commission des observations planétaires : Rubrique et site Internet
- Commission météores, météorites et impactisme : Rubrique
- Commission de planétologie : Rubrique
- Commission radioastronomie : Rubrique
- Commission Relations internationales : Rubrique
- Commission du soleil : Rubrique
- Commission des techniques en astronomie amateur : Rubrique

## Prix et récompenses
L'association distribue des prix et récompenses à certains de ses membres ou à des personnalités remarquées dans le monde de la recherche astronomique ou astrophysique. Les prix sont listés par ordre chronologique.
| Prix                                                 | Objectif | Fréquence                 | Années attribuées                |
| ---------------------------------------------------- | --- | ------------------------- | -------------------------------- |
| Prix des Dames                                       | Récompense des services éminents rendus à la SAF. — Prix établi à l'initiative de Sylvie Camille Flammarion et un groupe de femmes membres de la SAF. | Annuel                    | Depuis 1897                      |
| Prix Jules-Janssen                                   | Ce prix international est alternativement attribué à un astronome français et à un astronome étranger pour la valeur internationale de ses travaux scientifiques ainsi que pour sa contribution à la large diffusion des sciences de l’Univers. — Prix créé par Jules Janssen. | Annuel                    | Depuis 1897                      |
| Médaille commémorative                               | Attribuée à un sociétaire ayant amené un grand nombre d’adhésions pendant les trois dernières années. Les membres du Bureau et les lauréats de ce prix des années précédentes sont exclus. | Annuel                    | Depuis 1901                      |
| Prix Maurice-Ballot                                  | Attribué, sur proposition du Comité de la Sorbonne, à un membre ayant régulièrement travaillé à l’observatoire de la SAF — Prix établi par un don de Maurice Ballot, bibliothécaire de la SAF | Biannuel puis apériodique | Depuis 1920                      |
| Prix Georges-Bidault-de-l'Isle                       | Récompense ou encourage les jeunes gens qui ont montré leur goût pour l’astronomie ou la météorologie. Ces dispositions doivent se révéler par l’assiduité aux cours et conférences, par la collaboration à l’observatoire ou des travaux personnels communiqués à la SAF ou insérés au bulletin pendant l’année qui précède l’attribution du prix. — Avant 1956, ce prix était connu comme le Prix de l'Observatoire de la Guette. Depuis quelques années, ce prix récompense un club d'astronomie particulièrement méritant. | Annuel                    | Depuis 1925                      |
| Prix Henry-Rey                                       | Reconnaissance d'un travail important en astronomie. Une médaille d'argent est décernée chaque année. - Prix établi par des fonds légués par Henry Rey de Marseille | Annuel                    | Depuis 1926                      |
| Prix international d'astronautique                   | Ce prix international est attribué en reconnaissance d'un travail important qui peut faire progresser l'une des questions dont dépend la réalisation de la navigation intersidérale, ou qui peut augmenter les connaissances humaines dans l'une des branches touchant à la science astronautique. — Prix établi par Robert Esnault-Pelterie et André Louis-Hirsch. Jusqu’à 1939, ce prix était appelé Prix d’astronautique (Prix Rep-Hirsch).                                                                                 | Annuel                    | 1928-1939, À nouveau depuis 2019 |
| Prix Gabrielle-et-Camille-Flammarion                 | Reconnaissance d'une découverte importante et de progrès marqués en astronomie ou dans une science sœur, pour aider un chercheur indépendant, ou pour aider un jeune chercheur à se lancer dans l'astronomie. | Annuel                    | Depuis 1930                      |
| Prix Dorothea-Klumpke - Isaac Roberts                | Destiné à encourager l'étude des nébuleuses étendues et diffuses de William Herschel, les objets obscurs de Barnard, les nuages cosmiques de R.P. Hagen ou les petits corps — Prix biennal établi par un don de Dorothea Klumpke Roberts en hommage à son défunt mari Isaac Roberts. | Années paires             | Depuis 1931                      |
| Prix Marcel-Moye                                     | Décerné à un membre ayant réalisé les meilleures observations et n’ayant pas plus de vingt-cinq ans | Annuel                    | Depuis 1946                      |
| Prix Marius-Jacquemetton                             | Récompense une œuvre astronomique remarquable tant dans le domaine de la popularisation que dans celui de la pratique de l'astronomie d'amateur. | Annuel                    | Depuis 1947                      |
| Prix Viennet-Damien                                  | Récompense un sociétaire ayant réalisé une belle pièce d’optique ou des travaux dans cette branche de l’astronomie. | Apériodique               | Depuis 1949                      |
| Plaquette du centenaire de Camille-Flammarion        | Récompense des services anciens et continus rendus à la SAF | Annuel                    | Depuis 1956                      |
| Médaille des soixante ans                            | La Médaille des soixante ans et de la fondation Manley-Bendall est décernée aux membres ayant soixante ans d’ancienneté à la SAF. | Annuel                    | Depuis 1957                      |
| Prix Julien-Saget                                    | Récompense un auteur qui s’est fait remarquer pour ses travaux d’imagerie astronomique. | Annuel                    | Depuis 1969                      |
| Prix Edmond-Girard                                   | Destiné à encourager une vocation naissante ou les travaux scientifiques d’un explorateur du ciel dépendant de l’Observatoire de Juvisy ; à défaut, toute autre personne digne de récompense. | Annuel                    | Depuis 1974                      |
| Prix Camus-Waitz                                     | Prix établi en hommage à Jacques Camus et Michel Waitz. | Années impaires           | Depuis 1983                      |
| Prix Marguerite-Clerc                                | L'attribution de ce prix est laissée à la discrétion du Conseil de la SAF. | Années paires             | Depuis 1984                      |
| Prix Alexandre-Ananoff                               | Ce prix vise à récompenser une action ou une réalisation amateur destinée à valoriser la culture spatiale, à destination du grand public, à l'image des initiatives nombreuses d'Alexandre Ananoff, pionnier de l’Astronautique en France et précurseur de l’éducation à l’espace. | Annuel                    | Depuis 2015                      |
| Prix Gemini                                          | Récompense commune SAF et SF2A. — Le prix Gemini récompense des résultats obtenus lors de coopérations entre astronomes professionnels et astronomes amateurs. Ce prix est doté de 1 000 €. | Annuel                    | Depuis 2020                      |
| Prix Jeune Younivers                                 | Attribué au lauréat ou à la lauréate du Concours Younivers. | Annuel                    | Depuis 2020                      |
| Prix Camille-Flammarion de la médiation scientifique | Récompense commune SAF et SF2A. — Prix destiné à récompenser une action de médiation scientifique menée par un doctorant ou une doctorante en sciences de l'Univers. Ce prix est doté de 1 000 €. | Annuel                    | Depuis 2022                      |
| Médaille des anciens présidents                      | Remis aux anciens présidents. | Après le dernier mandat   |                                  |

Le médailleur Alphée Dubois (1831-1905) a créé plusieurs médailles pour la Société astronomique de France, à savoir : la Médaille de la Société “la Nuit étoilée” (1887), la Médaille des Prix des Dames (1896), la Médaille des Prix Jules Janssen (1896), et la Médaille commemorative de la Société.

## Astéroïde (4162) SAF
L'astronome André Patry de l'Observatoire de Nice a dénommé l'astéroïde (4162) SAF en l'honneur de la société après qu'il eut découvert le corps le 24 novembre 1940.

## Membres notables
| Nom                      | Profession                           | Date d'adhésion | Numéro de membre |
| ------------------------ | ------------------------------------ | --------------- | ---------------- |
| Théodore Akimenko        | Compositeur                          | 1904            | 3629             |
| Albert Ier               | Prince de Monaco                     | 1888            | 156              |
| Eugène Antoniadi         | Astronome                            | 1891            | 417              |
| Alphonse XIII            | Roi d'Espagne                        | 1900            | 2643             |
| Edward Emerson Barnard   | Astronome                            | 1900            | 2465             |
| Henri Becquerel          | Physicien                            | 1900            | 2580             |
| Maurice de Broglie       | Physicien                            | 1922            | --               |
| Édmée Chandon            | Astronome                            | 1912            | --               |
| Jean-Baptiste Charcot    | Explorateur                          | 1902            | 3017             |
| Dom Pedro II d'Alcantara | Empereur de Brésil                   | 1888            | 85               |
| Gustave Eiffel           | Ingenieur                            | 1889            | 250              |
| Élisabeth de Roumanie    | Reine de Roumanie                    | 1906            | 4361             |
| Robert Esnault-Pelterie  | Ingénieur aéronautique               | 1915            | --               |
| Maurice Farman           | Aviateur                             | 1891            | 446              |
| Camille Flammarion       | Astronome, auteur                    | 1887            | 1                |
| Anatole France           | Écrivain                             | 1891            | 443              |
| Jean Giono               | Écrivain et cinéaste                 | 1936            | --               |
| Jules Janssen            | Astronome                            | 1891            | 453              |
| Dorothea Klumpke         | Astronome                            | 1896            | 1136             |
| Ferdinand de Lesseps     | Diplomate et entrepreneur            | 1890            | 293              |
| Percival Lowell          | Astronome                            | 1894            | 1696             |
| Auguste Lumière          | Ingénieur                            | 1899            | 2261             |
| Jules Massenet           | Compositeur                          | 1897            | 1357             |
| Menelik II               | Empereur d'Éthiopie                  | 1908            | 4730             |
| Oscar II                 | Roi de Suède                         | 1902            | 3100             |
| Paul Painlevé            | Mathématicien et homme d'état        | 1901            | 2825             |
| Edward Charles Pickering | Astronome, physicien                 | 1888            | 167              |
| Henri Poincaré           | Mathématicien, physicien             | 1897            | 1697             |
| Raymond Poincaré         | Président de la République française | 1893            | 622              |
| Auguste Rodin            | Sculpteur                            | 1902            | 3180             |
| Edmond Rostand           | Écrivain, dramaturge                 | 1909            | 5080             |
| Camille Saint-Saëns      | Compositeur                          | 1893            | 553              |
| Victorien Sardou         | Auteur dramatique                    | 1898            | 2165             |
| Alberto Santos-Dumont    | Aviateur                             | 1901            | 2871             |
| Gavriil Tikhov           | Fondateur de l'astrobotanique        | 1898            | 2044             |